# 핵외수송신호
핵외수송신호(NES, nuclear export signal)는 단백질에 4개의 소수성 잔기를 포함하는 짧은 표적 펩타이드로, 이를 표적으로 하여 핵 수송을 이용하여 핵공 복합체를 통해 세포핵에서 세포질로 수출된다. 이것은 핵으로의 수입을 위해 세포질에 위치한 단백질을 표적으로 하는 핵 국소화 신호의 반대 효과를 갖는다. 핵외수송신호는 exportins에 의해 인식되고 바인딩된다.
핵외수송신호는 몇 가지 중요한 세포 기능을 수행한다. 그들은 세포 내에서 단백질의 위치를 조절하는 데 도움을 준다. 이 핵외수송신호를 통해 적절한 세포 기능에 필수적인 전사 및 기타 여러 핵 기능에 영향을 미친다. 적절한 세포 기능을 위해서는 핵에서 많은 유형의 RNA를 내보내는 것이 필요하다. 핵외수송신호는 다양한 유형의 RNA가 핵을 빠져 나와 기능을 수행하는 데 사용할 수 있는 경로의 유형을 결정하고 핵외수송신호는 핵을 나가는 분자의 방향성에 영향을 줄 수 있다.

## 구조
알려진 핵외수송신호의 컴퓨터 분석은 소수성 잔기의 가장 일반적인 간격이 LxxxLxxLxL 인 것으로 나타났다. 여기서 "L"은 소수성 잔기(종종 류신)이고 "x"는 기타 아미노산이다. 이러한 소수성 잔기의 간격은 핵외수송신호를 포함하는 알려진 구조의 조사에 의해 설명될 수 있다. 중요한 잔기는 일반적으로 단백질 내의 인접한 2차 구조의 동일한 면에 놓여 있어 엑스포틴과 상호작용할 수 있기 때문이다. RNA는 뉴클레오타이드로 구성되어 있으므로 핵 밖으로 이동하라는 핵 내보내기 신호가 없다. 결과적으로 대부분의 RNA 형태는 단백질 분자에 결합하여 핵에서 내보내는 리보핵단백질 복합체를 형성한다.
Eukaryotic Linear Motif 리소스는 단일 항목 TRG_핵외수송신호_CRM1_1 내에서 내보내기 위한 핵외수송신호 모티브를 정의한다. 정규식 형식에서 핵외수송신호의 단일 문자 아미노산 서열 패턴은 다음과 같다.
```
([DEQ].{0,1}[LIM].{2,3}[LIVMF][^P]{2,3}[LMVF]. [LMIV].{0,3}[DE])|
([DE].{0,1}[LIM].{2,3}[LIVMF][^P]{2,3}[LMVF]. [LMIV].{0,3}[DEQ])
```

위 식에서 LIMVF는 모두 소수성 잔기이고 DEQ는 친수성 아스파르트산, 글루탐산, 글루타민이다. 인간의 언어에서 이것은 주변의 친수성 잔기뿐만 아니라 위에서 본 xxx 및 xx 단편 길이의 약간의 변형을 포함하는 "일반적인 패턴"의 확장이다.

## 기구
핵 수출은 먼저 Ran-GTP(G-단백질)가 exportin에 결합하는 것으로 시작된다. 이것은 exportin의 모양 변화를 일으켜 수출 화물에 대한 친화력을 높인다. 화물이 묶이면 Ran-exportin-cargo 복합체는 핵공을 통해 핵 밖으로 이동한다. 그런 다음 GTPase 활성화 단백질(GAP)은 Ran-GTP를 Ran-GDP로 가수분해하고, 이는 모양 변화 및 후속적인 엑스포틴 방출을 유발한다. 일단 Ran에 더 이상 결합되지 않으면 exportin 분자는 핵 화물에 대한 친화력도 상실하고 복합체가 분해된다. Exportin과 Ran-GDP는 별도로 핵으로 재활용되며 핵의 GEF(구아닌 교환 인자)는 Ran에서 GDP를 GTP로 전환한다.

## 화학 요법
핵외수송 과정은 화학 요법 약물에 대한 일부 내성에 대한 영향을 준다. 세포의 핵외수송 활동을 제한함으로써 이 저항을 되돌릴 수 있다. 수출 수용체인 CRM1을 억제함으로써 핵막을 통한 수출이 느려질 수 있다. 서바이빈(Survivin)은 세포 사멸을 억제하는 핵외수송신호이다. 세포 분열 동안 유사 분열 방추와 상호 작용한다. 일반적으로 종양 세포의 급속한 증식으로 인해 서바이빈은 암이 있는 동안 더 많이 발현된다. 서바이빈의 수준은 암세포의 화학요법에 대한 내성과 그 세포가 다시 복제할 가능성과 상관관계가 있다. 핵외수송신호 서바이빈을 표적으로 하는 항체를 생산함으로써 암세포의 세포자살을 증가시킬 수 있다.

## 예시
핵외수송신호는 인간 면역결핍 바이러스 1형(HIV-1) Rev 단백질 및 cAMP 의존성 단백질 카이네이스 억제제 (PKI)에서 처음 발견되었다. 카리오페린 수용체 CRM1은 여러 유기체에서 류신이 풍부한 핵외수송신호의 내보내기 수용체로 확인되었으며 진화적으로 보존된 단백질이다. CRM1에 의해 매개되는 수출은 살균제 렙토마이신 B(LMB)에 의해 효과적으로 억제될 수 있으며, 이 경로에 대한 탁월한 실험적 검증을 제공한다.
다양한 기능의 다른 단백질도 세포 운동성 및 성장을 포함하는 기능을 하는 세포-골격 단백질 액틴과 같은 핵외수송 신호의 실험적으로 억제되었다. 핵외수송신호 억제제로 LBM을 사용하면 핵 내에서 단백질이 축적되는 액틴에 대한 성공적인 것으로 입증되었으며, 다양한 단백질 기능 그룹 전반에 걸쳐 핵외수송신호의 보편적인 기능을 결론지었다.

## 조절
모든 핵외수송신호 기질이 구성적으로 핵에서 내보내지는 것은 아니므로 CRM1를 통해 조절된다. 핵외수송신호 종속 수출을 규제하는 여러 방법이 보고되었다. 여기에는 핵외수송신호의 마스킹/언마스킹, 인산화 및 산화 결과로 인한 이황화 결합 형성이 포함된다.
단백질의 수출 수용체에 대한 핵외수송신호의 결합은 핵외수송신호의 보편적인 수출 기능을 제공하여 핵외수송신호의 개별적으로 지정된 각 단백질로의 수출 활성화를 제공한다. 특정 단백질에 대한 특정 핵외수송신호 아미노산 서열에 대한 연구는 동일한 핵의 다른 단백질이 영향을 받지 않고 남아 있는 동안 해당 아미노산 서열에 대한 억제제로 한 단백질의 핵외수송신호 활성화를 차단할 가능성을 보여준다.

## NESbase
NESbase는 실험적으로 검증된 류신이 풍부한 핵외수송신호(핵외수송신호)가 있는 단백질 데이터베이스이다. 이에 대한 검증은 덴마크 기술 대학 생물 서열 분석 센터와 코펜하겐 대학 단백질 화학과에서 수행한다. 데이터베이스의 모든 항목에는 핵외수송신호가 수출에 충분한지 또는 CRM1(exportin)에 의해 매개된 수송인지에 대한 정보가 포함된다.